# Chris Pitman
Chris Pitman (Kansas City, Misuri, Estados Unidos, 16 de noviembre de 1961) es el vocalista y productor discográfico de SexTapesTM además de ser multi-instrumentista y compositor. En 1998, Pitman se unió a la banda de hard rock Guns N' Roses como compositor, coproductor e instrumentista. Durante los conciertos también toca guitarra acústica entre otras tareas. Antes de ser conocido por formar parte de los Guns N' Roses fue miembro fundador de las bandas Replicants, ZAUM y la nominada a un Grammy en 1997, Lusk.

## Biografía
Pitman estudió en el Instituto de Arte de Kansas City y la Universidad de Misuri. En 1993, trabajó con el controvertido artista Les Levine. Al año siguiente, Pitman trabajó con Dr. Dre en su estudio. También se unió a la gira de la banda Tool y tocó en su álbum Ænima. En 1995, apareció en el álbum Bourgeois Kitten de Blinker the Star. 
Pitman fue el cofundador de un grupo artístico de Los Ángeles llamado 'Priory of the North', dedicado al arte conceptual trabajando la pintura, la litografía y el trabajo del metal, prioritariamente, aunque ha colaborado en otros muchos movimientos artísticos de Misuri.

## Colaboraciones musicales
Chris Pitman ha sido muy prolífico musicalmente, habiendo colaborado con mucha gente:
- XR4 - Voces, electrónica en 1982.
- Replicants - Álbum de versiones con Pitman, Ken Andrews, Greg Edwards, y Paul D'amour.
- ZAUM - guitarra, electrónica, y voz principal con Danny Carey de Tool, y Marko Fox de SexTapesTM.
- Tool - En 1994/95, Pitman hizo gira con ellos y en 1996, tocó teclados en la canción "Third Eye".
- Failure - Mezclas y efectos de sonido.
- Lusk- Grabación, producción, mezclas, masterización, voces y multi-instrumentación.
- Sony Panic - Guitarra.
- Blinker the Star - Teclados en la canción "Kween Kat" del álbum Bourgeois Kitten en 1996. Coescribió el sencillo "Below the Sliding Doors" en 1998.
- Savvy Soviets - Producción/colaboración en Río de Janeiro en 2003.
- Electric Company - Sintetizadores en el álbum Creative Playthings. Tocó en directo con este proyecto musical de Brad Laner en 2004.
- The Source of Uncertainty - Grabación con Danny Carey and otros in 2008.
- SexTapesTM - Trabajando con Kelly Wheeler, Marko Fox, y Ryan Brown desde 2006.
- Guns N' Roses - En 1998, Pitman se unió a la banda de rock duro como compositor, coproductor, tecladista e instrumentista.[2] En 2008 editaron "Chinese Democracy". Coautor de "If the world" y "Madagascar" o Maddy, que así la llama Chris.

## Otros proyectos
Pitman también se ha dedicado al diseño de sonido y software para varias marcas de instrumentos y de software como; sintetizadores Arturia, A Deigns Audio, Waves Plugins, Sintetizadores Waldorf, Apple's Logic Audio, Digidesign Plugins, Sintetizadores Moog, Celemony's Melodyne, Ableton Live, Roland USA , Korg Music, Serge Synthesis [SMS], PlanB Synthesis [Peter Grenader], [Axel Hartmann] Neuron Synthesis, y Symbolic Sounds Kyma. 

## Status actual
- SexTapesTM: De ToneRiot Records 2008. Voz principal, multi-instrumentista, Productor musical, con Kelly Wheeler (Guitarras), Marko Fox (Bajo), Ryan Brown (Batería) grabado en The Pass Studios (Hollywood) 2007.

- Source of Uncertainty: Grabación en 2007 - con Danny Carey (multi-instrumental), siendo este un proyecto experimental en el que solo se han utilizado dispositivos de sonido de antes de 1960.